# Liste des pièces commémoratives de 2 euros de 2022
Carte
- trois pièces commémoratives de 2 € émises
- deux pièces commémoratives de 2 € émises
- une pièce commémorative de 2 € émise
- ne fait pas partie de la zone euro

Chronologie
2021 2023
Une pièce commémorative de 2 euros est une pièce de 2 euros frappée par un État membre de la zone euro ou par un des micro-États autorisés à frapper des pièces de monnaie libellées en euro, destinée à commémorer un événement historique ou célébrer un événement actuel important. 
Cet article répertorie les 30 pièces commémoratives émises pour l'année 2022 (hors émission spéciale commune célébrant le 35e anniversaire du programme Erasmus). 
En cette année 2022, une série de pièces de 2 euros célébrant le 35e anniversaire du programme Erasmus est frappée. Cette série comprend 19 pièces supplémentaires, soit une pièce par pays membre de la zone euro en 2022. 

## Pièces émises

### Émissions nationales
| Allemagne                | Présidence de la Thuringe au Bundesrat, |                   |
|                          | Cette pièce est la seizième et dernière de la première série de 16 pièces de 2 € commémoratives sur les Länder allemands,. La vue en contrebas de la colline du château de la Wartbourg à Eisenach. En haut, à gauche, le millésime 2022. En bas, la légende THÜRINGEN (Thuringe) au-dessus de l'initiale du pays émetteur D (pour Deutschland). L'anneau externe de la pièce comporte les douze étoiles du drapeau européen. |                   |
| Graveur : Olaf Stoy      | \| Gravure sur la tranche : \| Date : \| Tirage : \| \| \| 25 janvier 2022 \| 30 000 000 pièces \| |                   |
| Gravure sur la tranche : | Date : | Tirage :          |
|                          | 25 janvier 2022 | 30 000 000 pièces |

| Andorre                  | 10e anniversaire de l'entrée en vigueur de l'accord monétaire entre Andorre et l'Union européenne |               |
|                          | Les différentes formes et tailles des pièces de puzzle représentées dans la partie inférieure du dessin symbolisent la Principauté d’Andorre et les pays appartenant à l’Union européenne. Dans la partie supérieure du dessin, les étoiles entourant le symbole de la monnaie commune européenne représentent le fait que ces pays font tous partie de l’univers de l’euro. À côté figurent le nom du pays émetteur «ANDORRA» et les années de la période commémorée «2012» et «2022». |               |
| Graveur :                | \| Gravure sur la tranche : \| Date : \| Tirage : \| \| \| Janvier 2023 \| 70 000 pièces \| |               |
| Gravure sur la tranche : | Date : | Tirage :      |
|                          | Janvier 2023 | 70 000 pièces |

| Andorre                  | La Légende de Charlemagne |               |
|                          | Selon la légende, la Principauté d’Andorre a été fondée en 805 par l’empereur Charlemagne, qui a accordé à ses habitants leur propre statut juridique. Le dessin de la pièce fait référence à cette légende profondément ancrée dans l’histoire et la culture d’Andorre et comporte, à l’arrière-plan, un paysage montagneux traversé par une rivière, qui représente les splendides paysages de la Principauté, avec le nom du pays émetteur «ANDORRA». L’avant-plan du dessin représente une reproduction partielle du portrait bien connu de l’empereur Charlemagne par l’artiste Albrecht Dürer, avec l’année d’émission «2022». |               |
| Graveur :                | \| Gravure sur la tranche : \| Date : \| Tirage : \| \| \| Janvier 2023 \| 70 000 pièces \| |               |
| Gravure sur la tranche : | Date : | Tirage :      |
|                          | Janvier 2023 | 70 000 pièces |

| Belgique                 | Reconnaissance d’un engagement exceptionnel pour les soins pendant la pandémie de covid-19, |                  |
|                          | Un soignant masqué de profil, tourné vers la gauche, surmonté d'une croix. Dans la moitié gauche, des représentations d'outils médicaux : un stéthoscope, un moniteur cardiaque, une seringue, un symbole de fauteuil roulant et un mortier. À gauche, les mots DANKE - MERCI - DANK U. En bas, le millésime 2022 et la mention du pays émetteur BE. L’anneau extérieur de la pièce comporte les douze étoiles du drapeau européen. |                  |
| Graveur : Luc Luycx      | \| Gravure sur la tranche : \| Date : \| Tirage : \| \| \| Mai 2022 \| 2 155 000 pièces \| |                  |
| Gravure sur la tranche : | Date : | Tirage :         |
|                          | Mai 2022 | 2 155 000 pièces |

| Espagne                  | Parc national de Garajonay |                  |
|                          | Cette pièce est la treizième d'une série de pièces commémoratives sur les sites espagnols inscrits au patrimoine mondial de l'UNESCO. Sur la pièce figurent une vue du «rocher d’Agando (Roque de Agando)» et un détail de la «forêt de lauriers (laurisylve)». Sur le côté supérieur droit et en lettres majuscules figurent le nom du pays émetteur «ESPAÑA» et l’année de frappe «2022». Sur le côté droit, en haut, figure la marque d’atelier. |                  |
| Graveur :                | \| Gravure sur la tranche : \| Date : \| Tirage : \| \| \| Mars 2022 \| 1 000 000 pièces \| |                  |
| Gravure sur la tranche : | Date : | Tirage :         |
|                          | Mars 2022 | 1 000 000 pièces |

| Espagne                  | 500e anniversaire du 1er tour du monde par Fernand de Magellan et Juan Sebastián Elcano |                  |
|                          | Le dessin représente deux images : la première est celle du globe terrestre, à l’arrière-plan, et la seconde est un portrait de Juan Sebastián Elcano. Dans la partie inférieure du portrait et en lettres majuscules, la légende indique «JUAN SEBASTIÁN ELCANO» et «PRIMUS CIRCUMDEDISTI ME» (Le premier à avoir réalisé la circumnavigation de la terre); sur l’épaule du personnage représenté figurent les dates de début et de fin de la circumnavigation (1519-1522). Sur le côté droit et en lettres majuscules figurent le pays émetteur «ESPAÑA» et l’année de frappe «2022». Sur le côté gauche figure la marque d’atelier. |                  |
| Graveur :                | \| Gravure sur la tranche : \| Date : \| Tirage : \| \| \| Mars 2022 \| 1 000 000 pièces \| |                  |
| Gravure sur la tranche : | Date : | Tirage :         |
|                          | Mars 2022 | 1 000 000 pièces |

| Estonie          | 150e anniversaire de la Société littéraire estonienne (en), |
|                  | le dessin représente les pages d’un livre et la pointe d’une plume. En haut, en demi-cercle figure l’inscription «EESTI KIRJAMEESTE SELTS» et l’année d’émission «2022». L’inscription sur les pages du livre indique «KUI ME EI SAA SUUREKS RAHVAARVULT, PEAME SAAMA SUUREKS VAIMULT», ce qui signifie «Si la grandeur de notre nation ne peut venir de notre nombre, cette grandeur doit venir de notre esprit». |
| Graveur :        | \| Tirage : \| \| 1 000 000 pièces \| |
| Tirage :         | |
| 1 000 000 pièces | |

| Estonie       | L’Ukraine et la liberté |
|               | Le dessin représente la silhouette d’une femme tenant un oiseau dans la main, accompagnée d’un épi de blé. En haut à gauche apparaît l’expression «SLAVA UKRAINI». En bas à gauche figurent le nom du pays émetteur, «EESTI», et l’année d’émission, «2022». |
| Graveur :     | \| Date : \| Tirage : \| \| Novembre 2022 \| 2 000 000 pièces \| |
| Date :        | Tirage : |
| Novembre 2022 | 2 000 000 pièces |

| Finlande                 | 100e anniversaire du Ballet national de Finlande, |
|                          | Le dessin représente les mouvements puissants et libres d’un danseur recouvert d’un textile léger et souple qui accentue la beauté et la fluidité de la pose du danseur. Apparaissent également l’année d’émission, «2022», et, en haut, la mention du pays émetteur, «FI», ainsi que la marque d’atelier. |
| Graveur : Rosita Kivinen | \| Date : \| Tirage : \| \| Février 2022[15] \| 400 000 pièces \| |
| Date :                   | Tirage : |
| Février 2022             | 400 000 pièces |

| Finlande          | Recherche sur le climat, |
|                   | Le dessin représente un lichen barbu stylisé dont la structure, semblable à une racine, apparaît en relief au centre de la partie intérieure de la pièce. Les côtés extérieurs de la partie intérieure de la pièce portent l’inscription «RECHERCHE SUR LE CLIMAT» en finnois sur le côté gauche et en suédois sur le côté droit. Le bas de la partie intérieure de la pièce porte l’inscription «2022 FI». Le haut de la partie intérieure de la pièce porte la marque d’atelier de la Monnaie de Finlande. |
| Graveur :         | \| Date : \| Tirage : \| \| 4e trimestre 2022[15] \| 400 000 pièces \| |
| Date :            | Tirage : |
| 4e trimestre 2022 | 400 000 pièces |

| France                    | 90e anniversaire de la naissance du président de la République Jacques Chirac, le 29 novembre 1932 à Paris |                  |
|                           | Effigie de Jacques Chirac regardant vers la droite superposée au signe € et au drapeau français représenté en couleurs héraldiques. Dans la partie inférieure du signe €, le nom du président JACQUES CHIRAC et ses années de naissance et de mort 1932 et 2019. À droite, en oblique, la mention du pays émetteur RF. L'anneau extérieur de la pièce comporte les douze étoiles du drapeau européen. |                  |
| Graveur : Joaquin Jimenez | \| Gravure sur la tranche : \| Date : \| Tirage : \| \| \| 25 janvier 2022 \| 9 000 000 pièces \| |                  |
| Gravure sur la tranche :  | Date : | Tirage :         |
|                           | 25 janvier 2022 | 9 000 000 pièces |

| France                   | Jeux olympiques d'été de 2024 à Paris (Le Génie de la Liberté) |                |
|                          | Cette pièce est la deuxième d'une série de quatre pièces consacrées aux Jeux Olympiques de 2024 à Paris. Elle associe comme symboles le Génie de la Bastille et le lancer du disque comme sport antique, avec en fond l'arc de Triomphe comme monument emblématique de Paris. |                |
| Graveur :                | \| Gravure sur la tranche : \| Date : \| Tirage : \| \| \| 6 septembre 2022 \| 260 000 pièces \| |                |
| Gravure sur la tranche : | Date : | Tirage :       |
|                          | 6 septembre 2022 | 260 000 pièces |

| Grèce                          | 200e anniversaire de la première constitution grecque |
|                                | le dessin présente le temple d’Esculape à Épidaure avec la statue du dieu au centre. Le thème reproduit le revers d’une médaille commémorative de la Première Assemblée nationale organisée à Épidaure par les Grecs révoltés, qui a été décernée aux membres de l’Assemblée sous le règne du roi Otto. Le long du bord intérieur figurent les mentions «ΕΛΛΗΝΙΚΗ ΔΗΜΟΚΡΑΤΙΑ» (RÉPUBLIQUE HELLÉNIQUE) et «ΤΟ ΠΡΩΤΟ ΕΛΛΗΝΙΚΟ ΣΥΝΤΑΓΜΑ» (LA PREMIÈRE CONSTITUTION GRECQUE), ainsi que les années «1822» et «2022», une palmette (la marque d’atelier de la Monnaie grecque) et le monogramme de l’artiste. |
| Graveur : George Stamatopoulos | \| Tirage : \| \| 750 000 pièces \| |
| Tirage :                       | |
| 750 000 pièces                 | |

| Italie                    | 170e anniversaire de la création de la police nationale italienne, en 1852 |                  |
|                           | Dessin représentant une policière et un policier en tenue, devant un véhicule de police. Au-dessus, l’inscription en arc de cercle POLIZIA DI STATO (Police d'État); à droite, le monogramme RI, acronyme de la République italienne. Les dates 1852 et 2022 figurent en bas à droite. L’anneau extérieur de la pièce comporte les douze étoiles du drapeau européen. |                  |
| Graveur : Annalisa Masini | \| Gravure sur la tranche : \| Date : \| Tirage : \| \| \| Janvier 2022 \| 3 000 000 pièces \| |                  |
| Gravure sur la tranche :  | Date : | Tirage :         |
|                           | Janvier 2022 | 3 000 000 pièces |

| Italie                    | 30e anniversaire de la mort des juges Giovanni Falcone et Paolo Borsellino |                  |
|                           | Portraits des deux juges italiens Giovanni Falcone et Paolo Borsellino, inspirés d’une photo de Tony Gentile. Au dessus, l'inscription FALCONE – BORSELLINO en arc de cercle. En dessous, les dates 1992 et 2022, séparées par le monogramme RI, acronyme de la République italienne. L’anneau extérieur de la pièce comporte les douze étoiles du drapeau européen. |                  |
| Graveur : Valerio de Seta | \| Gravure sur la tranche : \| Date : \| Tirage : \| \| \| Janvier 2022 \| 3 000 000 pièces \| |                  |
| Gravure sur la tranche :  | Date : | Tirage :         |
|                           | Janvier 2022 | 3 000 000 pièces |

| Lettonie                 | 100 ans de la Banque nationale de Lettonie |
|                          | Le dessin représente un arbre, qui symbolise l’importance de la culture financière et les connaissances y afférentes. En bas figure l’année d’émission, «2022», qui surmonte le nom du pays émetteur, «LATVIJA». |
| Graveur :                | \| Gravure sur la tranche : \| Tirage : \| \| \| 415 000 pièces \| |
| Gravure sur la tranche : | Tirage : |
|                          | 415 000 pièces |

| Lituanie                   | 100 ans de basket-ball, |                |
|                            | Au centre, représentation géographique du pays avec les lignes caractéristiques d'un terrain de basketball. En haut à droite, la mention du pays émetteur LIETUVA, en bas à gauche les années 1922 - 2022, les deux en arc de cercle. L'anneau externe de la pièce comporte les douze étoiles du drapeau européen. |                |
| Graveur : Egidijus Rapolis | \| Gravure sur la tranche : \| Date : \| Tirage : \| \| \| 2e trimestre 2022 \| 750 000 pièces \| |                |
| Gravure sur la tranche :   | Date : | Tirage :       |
|                            | 2e trimestre 2022 | 750 000 pièces |

| Lituanie                    | Sudovie, |                |
|                             | Cette pièce est la quatrième d'une série de 5 pièces de 2 € commémoratives sur les régions ethnographiques de Lituanie. Armoiries de la Sudovie composées d'un écusson sur lequel figure un taureau, entouré sur les deux côtés de branches de chêne argenté reliées en bas par un ruban avec l'inscription VIENYBĖ TEŽYDI (L'unité peut fleurir, en lituanien). En haut, la mention du pays émetteur LIETUVA en arc de cercle et le millésime 2022. En bas, en arc de cercle, le nom de la région en lituanien SUVALKIJA. L'anneau externe de la pièce comporte les douze étoiles du drapeau européen. |                |
| Graveur : Rolandas Rimkūnas | \| Gravure sur la tranche : \| Date : \| Tirage : \| \| \| 4e trimestre 2022 \| 500 000 pièces \| |                |
| Gravure sur la tranche :    | Date : | Tirage :       |
|                             | 4e trimestre 2022 | 500 000 pièces |

| Luxembourg               | 50e anniversaire de l'adoption officielle du drapeau luxembourgeois |                |
|                          | À gauche, portrait en buste du Grand-Duc Henri ; à droite, le drapeau tricolore luxembourgeois encadré par les années 1972 (au-dessus), et 2022 (en dessous). Les conventions héraldiques sont appliquées pour la représentation des couleurs : rouge (stries verticales), blanc (non strié), bleu (stries horizontales). Le nom du pays émetteur, LËTZEBUERG est inscrit dans la partie inférieure. L’anneau extérieur de la pièce comporte les douze étoiles du drapeau européen. |                |
| Graveur :                | \| Gravure sur la tranche : \| Date : \| Tirage : \| \| \| Janvier 2022 \| 500 000 pièces \| |                |
| Gravure sur la tranche : | Date : | Tirage :       |
|                          | Janvier 2022 | 500 000 pièces |

| Luxembourg               | 10e anniversaire de mariage Grand-Duc héritier Guillaume et de la Grande-Duchesse héritière Stéphanie |
|                          | Le dessin représente les effigies du Grand-Duc héritier Guillaume et de la Grande-Duchesse héritière Stéphanie. Près des effigies apparaissent leurs noms respectifs sous forme semi-circulaire. Deux alliances figurent à gauche du millésime 2022. Au bas du dessin sont écrites la mention du pays émetteur, «LËTZEBUERG», et la date du mariage, «20 Oktober 2012». Le monogramme (lettre «H» surmontée d’une couronne) représente le Grand-Duc Henri. |
| Graveur :                | \| Gravure sur la tranche : \| Tirage : \| \| \| 500 000 pièces \| |
| Gravure sur la tranche : | Tirage : |
|                          | 500 000 pièces |

| Malte                      | L'Hypogée de Ħal Saflieni |                |
|                            | Cette pièce est la septième et dernière d'une série de 7 pièces commémoratives sur les sites préhistoriques maltais. Le dessin montre un détail du site préhistorique. En haut à gauche se trouve le nom du pays émetteur, «MALTA», et, en dessous, l’année d’émission, «2022». En bas apparaît l’inscription «ĦAL – SAFLIENI HYPOGEUM», qui surmonte la mention «4 000 – 2 500 BC». |                |
| Graveur : Noel Galea Bason | \| Gravure sur la tranche : \| Date : \| Tirage : \| \| \| Novembre 2022 \| 192 000 pièces \| |                |
| Gravure sur la tranche :   | Date : | Tirage :       |
|                            | Novembre 2022 | 192 000 pièces |

| Malte                    | Paix et sécurité pour les femmes : 22e anniversaire de la Résolution 1325 du Conseil de sécurité des Nations Unies |               |
|                          | Le dessin représente trois visages de femmes. Du coin supérieur gauche au coin inférieur gauche sont inscrits les mots «WOMEN», «PEACE» et «SECURITY», l’année d’émission, «2022», et le nom du pays émetteur, «MALTA». Au centre, sous les visages, figurent les inscriptions «UNSCR» et «1325». |               |
| Graveur :                | \| Gravure sur la tranche : \| Date : \| Tirage : \| \| \| Novembre 2022 \| 53 000 pièces \| |               |
| Gravure sur la tranche : | Date : | Tirage :      |
|                          | Novembre 2022 | 53 000 pièces |

| Monaco                   | 100e anniversaire de la mort du prince Albert Ier de Monaco |               |
|                          | le dessin représente le portrait du Prince Albert Ier. À gauche figure le nom du pays d’émission «MONACO» et à droite, l’année d’émission «2022». En bas figure l’inscription «ALBERT Ier», suivie des années «1848-1922». |               |
| Graveur :                | \| Gravure sur la tranche : \| Date : \| Tirage : \| \| \| Septembre 2022 \| 15 000 pièces \| |               |
| Gravure sur la tranche : | Date : | Tirage :      |
|                          | Septembre 2022 | 15 000 pièces |

| Portugal                  | 100e anniversaire de la traversée de l'Atlantique Sud par Coutinho et Cabral |                  |
|                           | Le dessin représente l’un des trois biplans «Fairey III» qui ont été utilisés pour effectuer le vol entre Lisbonne et Rio de Janeiro. Sur le pourtour figure l’inscription «TRAVESSIA DO ATLÂNTICO SUL» (en français, TRAVERSÉE DE L’ATLANTIQUE SUD). Sous l’avion se trouve l’inscription «PORTUGAL 1922-2022». La marque d’atelier indique «CASA DA MOEDA», le nom portugais de l’Hôtel des monnaies. |                  |
| Graveur : José João Brito | \| Gravure sur la tranche : \| Date : \| Tirage : \| \| \| Mars 2022 \| 1 015 000 pièces \| |                  |
| Gravure sur la tranche :  | Date : | Tirage :         |
|                           | Mars 2022 | 1 015 000 pièces |

| Saint-Marin              | 530e anniversaire de la mort de Piero della Francesca |               |
|                          | Au centre se trouve le profil de Federico da Montefeltro, détail du diptyque représentant le double portrait du duc et de la duchesse d’Urbino peint par Piero della Francesca et conservé au Musée des Offices à Florence. À gauche, en demi-cercle, figure l’inscription «SAN MARINO». À droite, en demi-cercle, figurent l’inscription «PIERO DELLA FRANCESCA», l’année 1492, le millésime 2022, la lettre «R» désignant la Monnaie de Rome et les initiales de l’auteure Claudia Momoni, «C.M.». |               |
| Graveur : Claudia Momoni | \| Gravure sur la tranche : \| Date : \| Tirage : \| \| \| Avril 2022 \| 55 000 pièces \| |               |
| Gravure sur la tranche : | Date : | Tirage :      |
|                          | Avril 2022 | 55 000 pièces |

| Saint-Marin               | 200e anniversaire de la mort d'Antonio Canova |               |
|                           | Au centre de l’anneau intérieur se trouve la déesse Hébé, tirée de l’œuvre d’Antonio Canova qui est conservée à la galerie d’art du Musée civique de San Domenico à Forli. La statue est entourée des inscriptions «CANOVA» et «SAN MARINO». À gauche sont indiquées l’année «1822» et les initiales de l’auteur Antonio Vecchio, et à droite l’année d’émission «2022» et la lettre «R» désignant la Monnaie de Rome. |               |
| Graveur : Antonio Vecchio | \| Gravure sur la tranche : \| Date : \| Tirage : \| \| \| 2 octobre 2022 \| 55 000 pièces \| |               |
| Gravure sur la tranche :  | Date : | Tirage :      |
|                           | 2 octobre 2022 | 55 000 pièces |

| Slovaquie                | 300e anniversaire de la construction de la première machine à vapeur à pompage en Europe continentale, |                  |
|                          | Le dessin représente une machine à vapeur atmosphérique destinée à épuiser l’eau des mines comme celle, première du genre en Europe continentale, qui fut construite dans la ville minière de Nová Baňa en 1722. Cette machine a été conçue et fabriquée par l’ingénieur anglais Isaac Potter, dont la signature en fac-similé figure verticalement, sur deux lignes, dans la partie inférieure gauche du dessin. Sur le côté droit de la machine, également à la verticale, sont inscrits le nom du pays émetteur «SLOVENSKO» et, à la droite de celui-ci, les années «1722» et «2022» séparées par un point médian. Près du bord gauche du centre de la pièce, placées l’une au-dessus de l’autre, se trouvent la marque d’atelier de la Monnaie de Kremnica, composée des lettres «MK» (pour «Mincovňa Kremnica») placées entre deux poinçons, et les initiales stylisées du créateur de la face nationale. |                  |
| Graveur : Peter Valach   | \| Gravure sur la tranche : \| Date : \| Tirage : \| \| \| Octobre 2022 \| 1 000 000 pièces \| |                  |
| Gravure sur la tranche : | Date : | Tirage :         |
|                          | Octobre 2022 | 1 000 000 pièces |

| Slovénie                 | 150e anniversaire de la naissance de l’architecte Jože Plečnik |                  |
|                          | Détail de la grande fenêtre de la salle de lecture de la bibliothèque nationale et universitaire, devant laquelle se trouve un pilier. Il est complété par une composition sur trois niveaux formée des lettres A R H / P L E Č / N I K, intégrées à la fenêtre. La composition représente une idée de l’espace qui reflète la richesse des idées de l’architecte. En bas, l’inscription JOŽE PLEČNIK. À gauche, verticalement, l’année 1872. En haut droite, verticalement, le pays d’émission SLOVENIJA et l’année d’émission 2022. L’anneau extérieur de la pièce comporte les douze étoiles du drapeau européen. |                  |
| Graveur :                | \| Gravure sur la tranche : \| Date : \| Tirage : \| \| \| Janvier 2022 \| 1 000 000 pièces \| |                  |
| Gravure sur la tranche : | Date : | Tirage :         |
|                          | Janvier 2022 | 1 000 000 pièces |

| Vatican                       | 125e anniversaire de la naissance du pape Paul VI, le 26 septembre 1897, |               |
|                               | le dessin reproduit un portrait du pape. En haut à gauche, en demi-cercle, figure l’inscription «CITTÀ DEL VATICANO» et, en haut à droite, l’inscription «PAPA PAOLO VI». À gauche du portrait figurent les années «1897» et «2022» et en dessous se trouve la marque d’atelier «R». En bas à gauche figure le nom de l’artiste «D. LONGO». |               |
| Graveur : Maria Angela Cassol | \| Gravure sur la tranche : \| Date : \| Tirage : \| \| \| Septembre 2022 \| 84 000 pièces \| |               |
| Gravure sur la tranche :      | Date : | Tirage :      |
|                               | Septembre 2022 | 84 000 pièces |

| Vatican                   | 25e anniversaire de la mort de Mère Teresa, le 5 septembre 1997, |               |
|                           | le dessin est un portrait de Mère Teresa de Calcutta avec un enfant. En haut, en demi-cercle figure l’inscription «MADRE TERESA DI CALCUTTA» et en bas, le pays de délivrance «CITTÀ DEL VATICANO». À droite du portrait figure la marque d’atelier «R» et sous cette marque, les années «1997» et «2022». |               |
| Graveur : Silvia Petrassi | \| Gravure sur la tranche : \| Date : \| Tirage : \| \| \| Septembre 2022 \| 67 000 pièces \| |               |
| Gravure sur la tranche :  | Date : | Tirage :      |
|                           | Septembre 2022 | 67 000 pièces |

### Émission spéciale commune pour le35eanniversaire duprogramme Erasmus
Le 18 juillet 2019, le Conseil de l'Union Européenne approuve l'émission collective, en 2022, d'une pièce commémorative comportant un dessin commun, par tous les États membres dont la monnaie est l'euro, à l'occasion du 35e anniversaire du programme Erasmus,
| Zone euro                 | 35e anniversaire du programme Erasmus |
|                           | Le philosophe, humaniste et théologien néerlandais Érasme écrivant, d'après le tableau Desiderius Erasmus de Hans Holbein le Jeune, entouré d'une série de lien formant des étoiles et le nombre 35. Sur son flanc, les années 1987-2022, les mots ERASMUS PROGRAMME pouvant être adaptés selon la langue du pays émetteur et la mention du pays émetteur, qui peut aussi figurer devant sa poitrine. L'anneau externe de la pièce comporte les douze étoiles du drapeau européen. |
| Graveur : Joaquin Jimenez | \| Date : \| \| 1er juillet 2022 \| |
| Date :                    | |
| 1er juillet 2022          | |

## Compléments

### Lectures approfondies
- Olivier Fournier (dir.), €5 : €monnaies et €billets 1999-2009, Paris, Les Chevaux-Légers, 2009 (ISBN 978-2-916996-13-4)
- Catalogue euro, Monnaie et billets 2014, Geesthacht, Leuchtturm, 2014 (ISBN 978-3-00-026627-0)